# Sumagoto
Le sumagoto (須磨琴), également appelé ichigenkin (一絃琴, littéralement « cithare à une corde ») est un instrument de musique à cordes pincées utilisé en musique japonaise traditionnelle, de type monocorde. D'origine incertaine, il aurait été introduit au début de l'ère Heian, en provenance du Yanbian.

## Facture
La principale caractéristique de cet instrument de la famille des cithares réside dans sa caisse de résonance, constituée d'une mince planche légèrement incurvée taillée dans du bois de kiri qui désigne le Paulownia sp. La corde en soie brute est pincée à l'aide d'un plectre tubulaire placé sur l'index de la main droite (une sorte de ruban adhésif spécial permet de le faire tenir), tandis qu'un chevalet en ivoire, semblable à une lame de guitare, est placé au-dessus du majeur de la main gauche. Le plectre et la lame sont appelés rokan. À l'origine, comme pour le guqin chinois, dont il a probablement été adapté, le sumagoto n'avait pas de frettes, les tons glissants sont donc importants dans la manière d'utiliser cet instrument.

## Jeu
Habituellement, le sumagoto est utilisé pour accompagner le chant traditionnel, bien que son répertoire contienne également des œuvres purement instrumentales. L'instrument était autrefois populaire parmi les samouraïs, les lettrés et les prêtres, aujourd'hui il est très rare qu'il soit couramment utilisé. La seule tradition dans laquelle il se perpétue, est celle du seikyodo ichigenkin, notamment dans le système iemoto (家元制度, iemoto seido), un modèle d'organisation familiale des arts traditionnels japonais, comme l'ikebana, le théâtre nô, le chanoyu ou le go. Issui Minegishi (grand maître héréditaire) joue beaucoup en Amérique du Nord, en Europe et en Asie, et parfois avec le multi-instrumentiste canadien Randy Raine-Reusch qui est le seul interprète d’ichigenkin non japonais, qui compose et enregistre de nouvelles œuvres pour l'instrument.

## Développement
Une version à deux cordes appelée yakumogoto (八雲琴) a été développée en 1820 par Nakayama Kotonushi, cet instrument a un corps de résonance fermée, il possède un pont sur chaque extrémité des cordes. Le yakumogoto est fortement associé à la religion shinto.
Une autre version à deux cordes, appelée azuma-ryu nigenkin (cithare à l'école orientale) a été inventée par Tosha Rosen dans la seconde moitié du XIXe siècle pour interpréter des pièces populaires de l'époque. Cette version est souvent simplement appelée nigenkin (二弦琴), littéralement « cithare à deux cordes ».

## Instruments apparentés
Il existe plusieurs instruments similaires appartenant à la famille des 琴 (kanji archaïque pour kin ou koto en japonais) :
- biwa ;
- gottan ;
- koto ;
- kugo ;
- sanshin ;
- shamisen
- tonkori ;
- yamatogoto.